# 任青远
任青远（1919年—1985年），原名任纪瑞，男，直隶束鹿〈今河北辛集)人，中华人民共和国政治人物。曾任长春市革命委员会主任，吉林省人民政府副省长。